# Ho fatto in tempo ad avere un futuro (che non fosse soltanto per me)
Ho fatto in tempo ad avere un futuro (che non fosse soltanto per me) è un singolo del cantautore italiano Luciano Ligabue, il quarto estratto dall'undicesimo album in studio Made in Italy e pubblicato il 7 aprile 2017.

## Video musicale
Il videoclip è scritto e diretto da Giacomo Triglia ed è stato realizzato da Tycho Creative Studio in collaborazione con G.Battista Tondo per Eventidigitali Films. I due protagonisti sono gli attori Mauro Lamantia e Francesca Agostini.
Il video racconta di un giovane ragazzo che è intrappolato in un loop temporale dal quale riesce ad uscirne solo grazie all'incontro con una ragazza.

## Tracce
1. Ho fatto in tempo ad avere un futuro (che non fosse soltanto per me) – 4:32

## Formazione
Musicisti
- Luciano Ligabue – voce, chitarra, arrangiamento
- Max Cottafavi – chitarra
- Federico Poggipollini – chitarra elettrica, cori
- Davide Pezzin – basso
- Luciano Luisi – tastiera, cori
- Michael Urbano – batteria, percussioni
- Massimo Greco – tromba, flicorno soprano
- Emiliano Vernizzi – sassofono tenore
- Corrado Terzi – sassofono baritono

Produzione
- Luciano Luisi – produzione, registrazione
- Claudio Maioli – produzione esecutiva
- Pino Pischetola – missaggio
- Antonio Baglio – mastering presso i Miami Mastering di Miami
- Stephen Marcussen – mastering presso i Marcussen Mastering di Los Angeles
- Paolo De Francesco – copertina
- Toni Thorimbert – fotografia

## Classifiche
| Classifica (2017)         | Posizione massima |
| ------------------------- | ----------------- |
| Italia (airplay)          | 14                |
| Italia (airplay italiane) | 5                 |